# Izabella Parowicz
Izabella Elżbieta Parowicz (ur. 1976) – polski naukowiec, doktor habilitowana nauk ekonomicznych, specjalistka z dziedziny zarządzania i marketingu dziedzictwa kulturowego, pracownik naukowy w Katedrze Ochrony Europejskiego Dziedzictwa Kulturowego Collegium Polonicum w Słubicach, tłumacz. 

## Życiorys
Uczęszczała do Liceum Ogólnokształcącego św. Marii Magdaleny w Poznaniu. W latach 1995–2000 studiowała stosunki międzynarodowe na Akademii Ekonomicznej w Poznaniu. W 2004 otrzymała nagrodę I stopnia od rektora Akademii Ekonomicznej w Poznaniu za pracę pt. Rozwój gospodarczy i rozwój przedsiębiorstw na pograniczu polsko-niemieckim w procesie integracji Polski z Unią Europejską. Następnie ukończyła studia magisterskie Ochrona Europejskich Dóbr Kultury na Uniwersytecie Europejskim Viadrina we Frankfurcie nad Odrą. W latach 2004–2005 odbyła staż zagraniczny w Malta Centre for Restoration (Heritage Malta) (Maltańskie Centrum Restauracji Zabytków).
W 2006 uzyskała stopień doktora filozofii (Doktor der Philosophie) na Uniwersytecie Europejskim Viadrina we Frankfurcie nad Odrą na podstawie dysertacji pt. Efektywność finansowania ochrony zabytków architektury (Finanzierungseffektivität des Schutzes von Architekturdenkmälern). W 2015 otrzymała stopień doktora habilitowanego na tym samym uniwersytecie na podstawie pracy pt. Marketing of Heritage Conservation Services: Based on the Example of the Maltese Conservation Market.
Od 2008 członek stowarzyszenia Association for Cultural Economics International. Od grudnia 2009 pracownik naukowy w Katedrze Ochrony Europejskich Dóbr Kultury Collegium Polonicum w Słubicach.
Od 2010 jest ekspertem Agencji Wykonawczej ds. Badań Naukowych Komisji Europejskiej (Research Executive Agency – REA).
Fundatorka Fundacji Dobro Kultury i jej pierwsza prezes.

## Publikacje (wybór)
- Izabella Parowicz, General Bolesław Wieniawa-Długoszowski (1881–1942): The Sienkiewiczian Vir Incomparabilis of Interwar Poland, The Space Between: Literature and Culture 1914-1945, 20 (3/24).
- Izabella Parowicz, Joanna Drejer, Gulzhan Jäger, Grażdanka. Podręcznik do nauki dawnego pisma rosyjskiego. Słubice: Fundacja Dobro Kultury, 2024. ISBN 978-83-947075-6-9
- Parowicz I. i inni, Transnational Religious Practices as a UNESCO Intangible Cultural Heritage: The Complex Case of the Traditional Latin Mass, „Laws”, 2023, DOI: 10.3390/laws12020023 (ang.).
- Izabella Parowicz, Cultural Heritage Marketing: A Relationship Marketing Approach to Conservation Services, Cham: Springer, 2019. ISBN 978-3-030-00286-2
- Joanna Drejer, Izabella Parowicz, Kurrenta. Zeszyt ćwiczeń do nauki pisma neogotyckiego. Słubice: Fundacja Dobro Kultury, 2019. ISBN 978-83-947075-3-8
- Izabella Parowicz, Architectural Heritage as an Economic Asset: Supply Side Sustainability Approach, [w:] The International Journal of Environmental, Cultural, Economic and Social Sustainability, tom 3 (2007), wyd. 4, s. 199–204. (ang.)
- Izabella Parowicz, Denkmalpflege effektiv fördern. Finanzierung des Schutzes von Architekturdenkmälern in europäischer Perspektive, Martin Meidenbauer Verlagsbuchhandlung, Monachium-Nowy Jork 2006. (niem.)
- Izabella Parowicz, Ponadgraniczne kształtowanie krajobrazu kulturowego na przykładzie Parku Mużakowskiego/Grenzüberschreitende Kulturlandschaftspflege am Beispiel des Muskauer Parks, w: Breysach B., Paszek A., Toelle A. (Hrsg.), Grenze – Granica, Interdisziplinäre Betrachtungen zu Barrieren, Kontinuitäten und Gedankenhorizonten aus deutsch-polnischer Perspektive, Thematicon, Wissenschaftliche Reihe des Collegium Polonicum, tom 8, Collegium Polonicum, Europa-Universität Viadrina, Uniwersytet im. Adama Mickiewicza w Poznaniu, Logos Verlag Berlin 2003, s. 211–231. (pol. • niem.)